# パレットタウン
パレットタウン（palette town）は、東京都江東区青海にかつて存在した大規模複合集客施設。シンボルのパレットタウン大観覧車をはじめ、ヴィーナスフォート、メガウェブなどがあった。
都が暫定利用として森ビルと三井物産に貸し出した土地に1999年3月19日に開業。2022年8月31日の営業終了を以て閉館した（詳細は後節）。

## 概要
都が所有する「世界都市博覧会」（開催中止）予定地だった臨海副都心青海地区のS街区、T街区を使い、1997年（平成9年）3月に、貸付期間10年の事業用借地権を設定した両街区の暫定利用について希望事業者を募集するコンペを実施。その結果、6月にS街区に森ビル、東京りんかい商業開発、伊藤忠商事のグループ、T街区に三井物産、トヨタ自動車、電通、大成建設のグループが当選し、土地は森ビルと三井物産に貸し出されることになった。
その後、隣接する両街区で別個に開発するよりも、共同で行い一体利用を図り、統一感ある街並みを創出するほうが、より賑わいのあるまちづくりにつながるとの結論に至り、両グループの参画企業からなる臨海副都心ST街区開発推進協議会を発足させ、開発に取り組むことになり、1999年（平成11年）3月19日に開業した（一部は同年夏開業）。
のちに土地は森ビルとトヨタ自動車に売却され、両社およびトヨタグループの東和不動産（現：トヨタ不動産）は2025年を目処にスポーツ観戦ができる多目的アリーナや新しい商業施設への建て替え（再開発）計画を発表。この計画により当施設は2021年（令和3年）12月から2022年（令和4年）8月にかけて順次閉館することが決まった（詳細は後節）。

### 名称の由来
パレットにのせた絵具のようにカラフルで楽しさにあふれた町であることから。
パレットタウンウエストモール棟の屋上駐車場は、パレットのようなカラフルな塗装が施されている。

## おもなテナント・施設

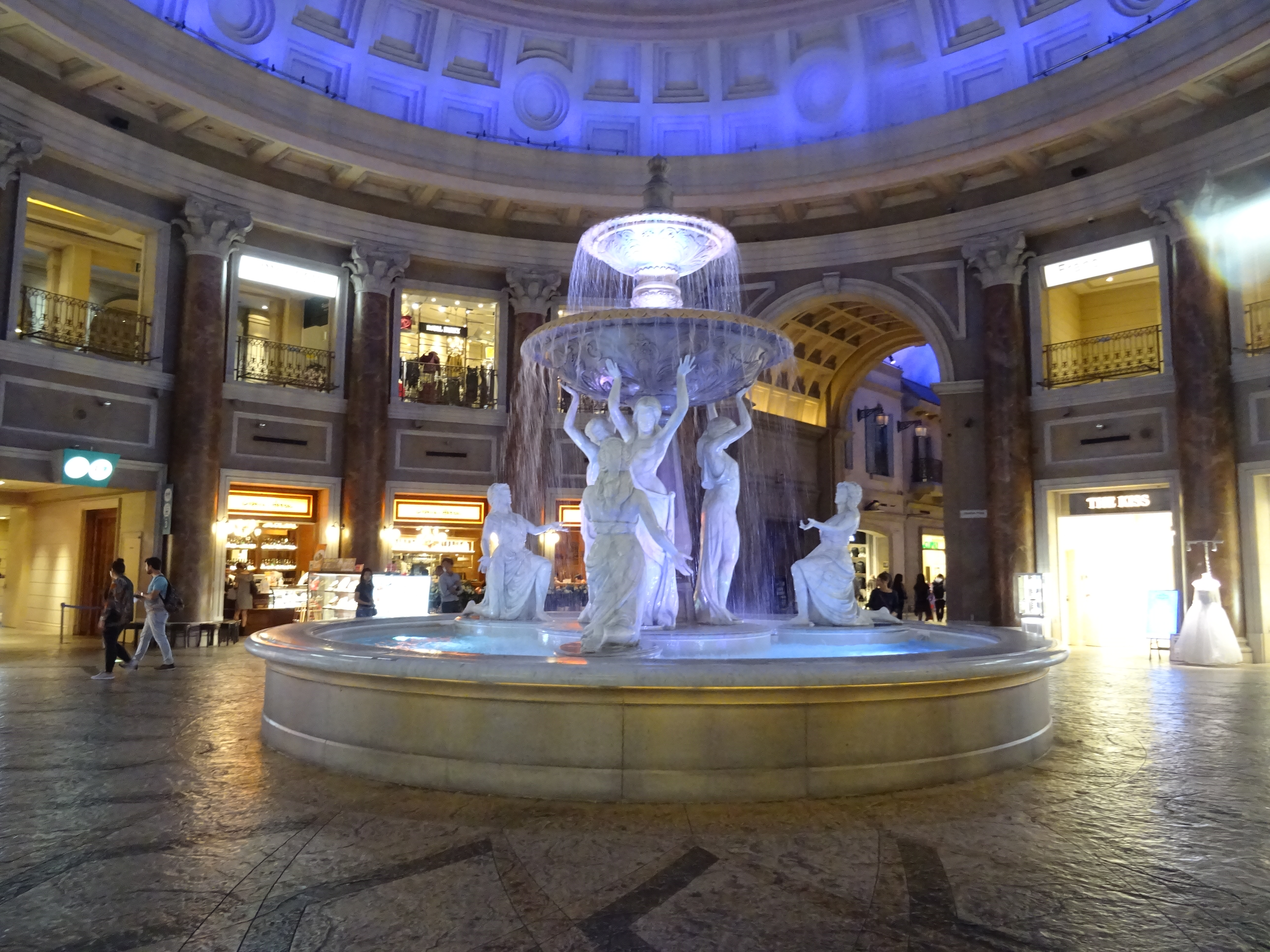
ヴィーナスフォート

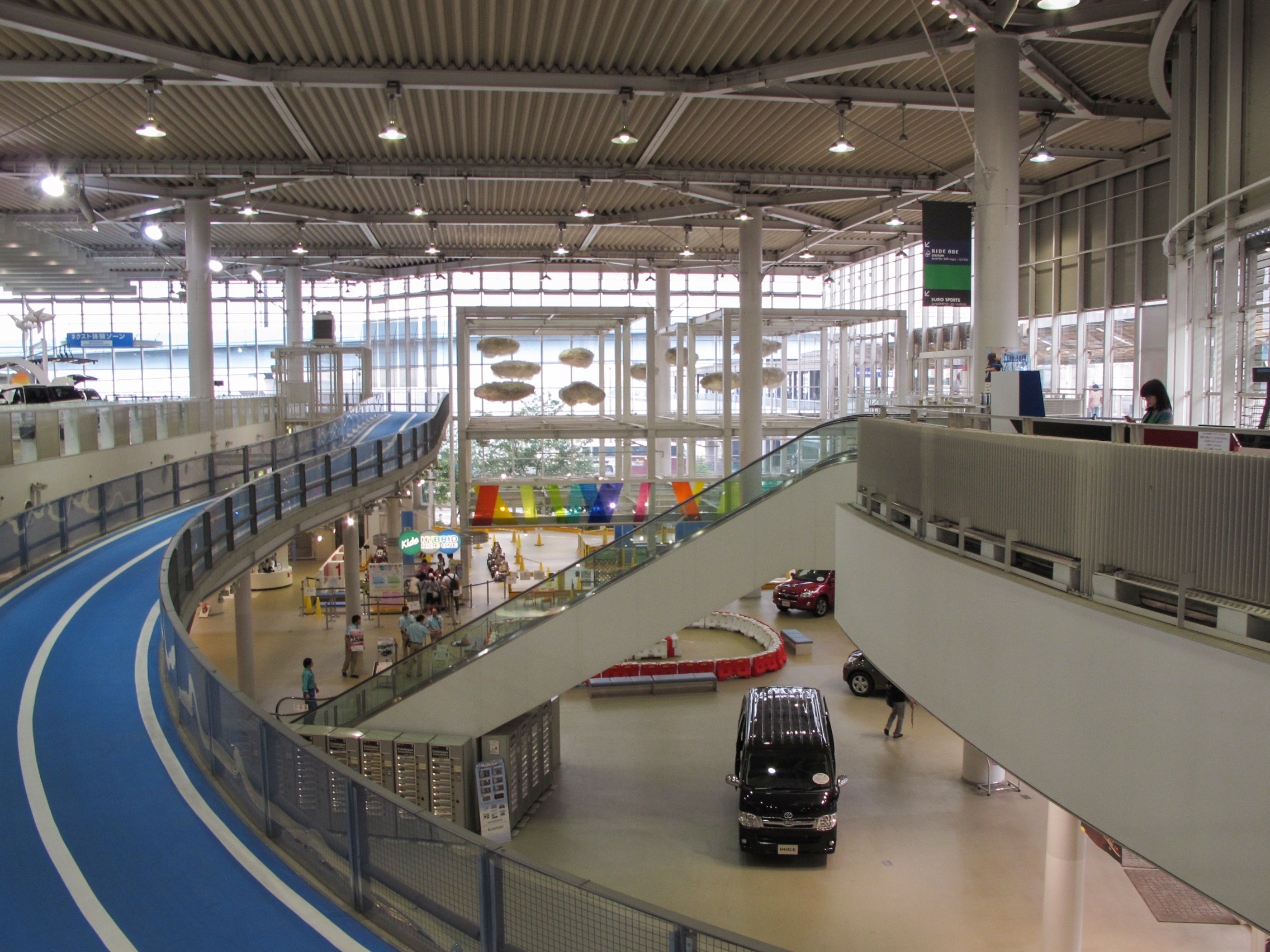
MEGAWEB

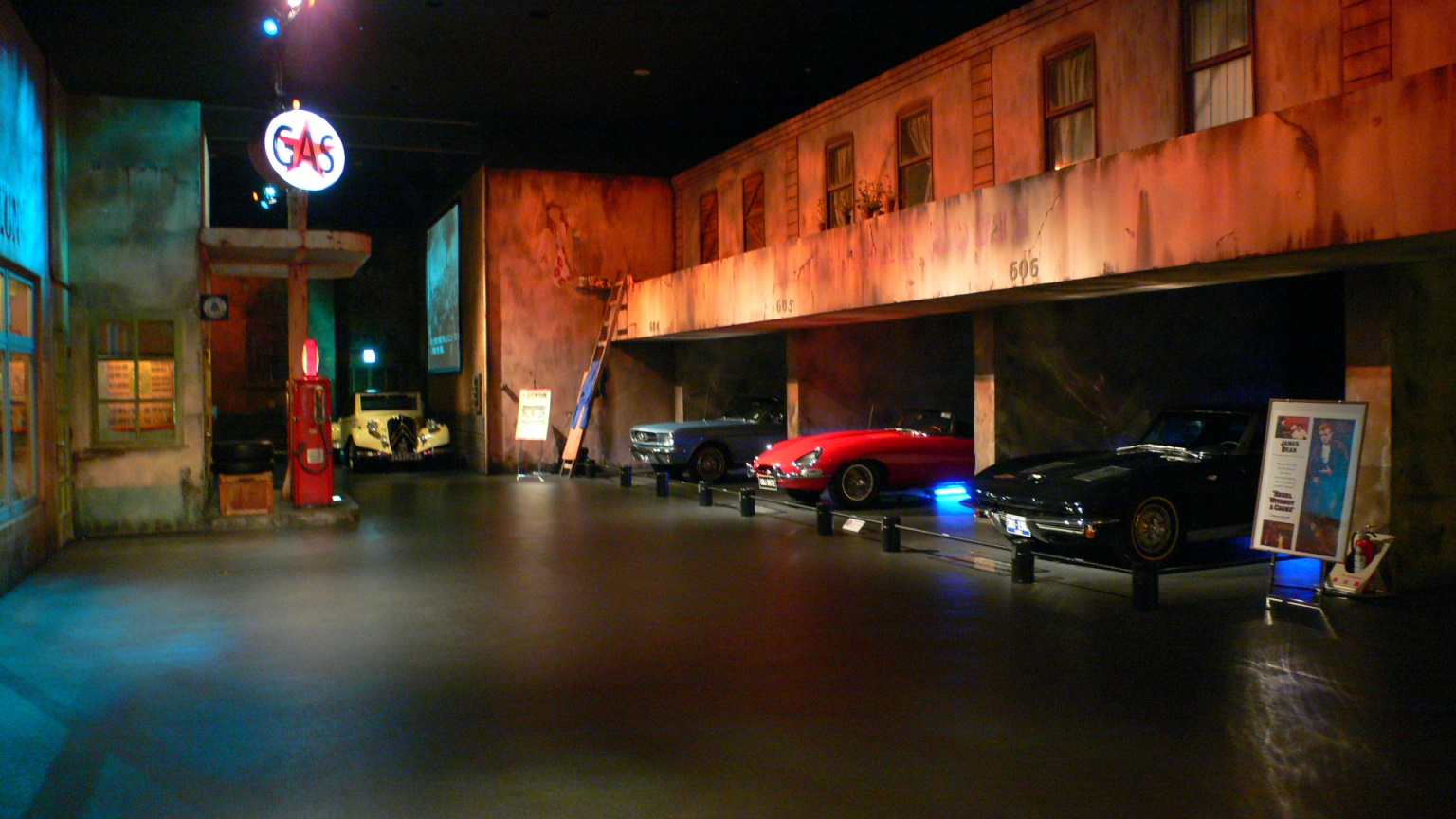
ヒストリーガレージ

2021年7月の施設閉館発表（後節参照）時点で以下の施設が存在していた。
- ヴィーナスフォート
  - Venus OUTLET
  - Venus GRAND
  - Venus FAMILY
- パレットタウン大観覧車
- Zepp Tokyo
- MEGAWEB
- 森ビル デジタルアート ミュージアム:エプソン チームラボボーダレス
2017年7月17日を以て契約期間満了で閉店した東京レジャーランドパレットタウン店跡地に[4]、翌年6月に開館した森ビルとアート集団「チームラボ」が運営するデジタルアートを専門とする美術館[5]。開館から1年で230万人が訪れ、そのうち、およそ半数がインバウンドだった[6]。
- パレットガーデン
- タイムズヴィーナスフォートパーキング

### これ以前にかつてあった施設
- ネオジオワールド東京ベイサイド
- 東京レジャーランドパレットタウン店
- ハイパーシュート&ハイパードロップ
- サンウォーク（ヴィーナスフォート ファミリー → ヴィーナス ファミリーに名称変更）
- ヴィーナス アウトレット アネックス（ヴィーナス グランドに名称変更）
- 東京カルチャーカルチャー（渋谷区に移転）

## 沿革
- 1999年（平成11年）
  - 3月19日 - 「パレットタウン」オープン。
  - 7月14日 - 「サンウォーク」オープン。
  - 8月25日 - 「ヴィーナスフォート」オープン
- 2002年（平成14年） 3月12日 - 「東京レジャーランドパレットタウン店」オープン。
- 2006年（平成18年） 4月29日 - 「サンウォーク」を「ヴィーナスフォートファミリー」と改称。
- 2009年（平成21年）12月11日 - ヴィーナスフォート3階に「ヴィーナスアウトレット」オープン。
- 2010年（平成22年） 6月5日 - ヴィーナスフォート2階に「ヴィーナスアウトレット アネックス」オープン。
- 2018年（平成30年）6月21日 - 「森ビル デジタルアート ミュージアム：エプソン チームラボボーダレス」オープン。
- 2022年（令和4年）8月31日 - 再開発計画に伴い閉館（詳細は後節）。

## 提携クレジットカード
- HILLS CARD（オリエントコーポレーション発行による。MasterCard）
- ヴィーナスフォートカード（オリエントコーポレーション発行による。JCB・VISA・MasterCard）
- ヴィーナスフォートダイナースクラブカード

## その他
- 『ゴジラ×メガギラス G消滅作戦』では、パレットタウン大観覧車の付近に架空のタワーが建っているよう合成されている。

## アクセス
- ゆりかもめ青海駅から直結
- りんかい線東京テレポート駅から徒歩3分

## 施設の閉鎖と跡地開発
パレットタウン用地における借地権の契約期間が10年に設定されていたため、当初の予定では2010年（平成22年）6月までに施設全体を閉鎖（撤去）し、都に土地を返還することになっていた。これは1990年代当時、バブル崩壊による不況や交通の便の悪さという悪条件が重なり、台場地区の売却先が見つからなかったことから、苦肉の策として都が10年間の期限付きで賃貸料を月額約830 - 850円/m2（1996年〈平成8年〉3月時点）という異例の廉価で土地を貸し出していたためであり、事業主体の森ビルや三井物産もその条件を承諾し施設の開設を行った。しかし、結果としてパレットタウンは成功を収めたため、撤去して更地にした場合はお台場全体の景観を大きく変えてしまうことにもつながりかねず、利用者はもちろん、都の幹部からも不満の声があがっていた。
そうした中、都は2008年（平成20年）に10年5月以降の利用方法が決まっていなかったパレットタウン用地について、森ビルとトヨタ自動車に814億円で売却すると発表した。売却発表時に都から公表された両社の事業計画によると地上23階・地下2階の建物が建設され、オフィスや商業施設、コンベンション・ホテル一体型施設のほか、自動車をテーマとした参加体験型の展示施設、新型観覧車などを設置し、2013年（平成25年）に開業する予定となっていた。
しかし、リーマン・ショックによる経済状況の変化などから2009年（平成21年）11月に建設計画が延期され、既存施設の営業が延長される見通しとなり、2010年（平成22年）1月、都と森ビル・トヨタ自動車は2016年（平成28年）3月までに新施設を開業させることで合意したが、その後、さらに開業が2024年度に先送りされた。
以前の計画内容からは大きく変更されたが、2020年（令和2年）には多目的アリーナや商業施設などを2025年を目処に建設する新たな再開発計画が発表された（詳細は後述）。これに伴い2021年（令和3年）7月21日、パレットタウン各施設の営業を以下のとおり順次終了することが森ビルやトヨタ自動車などによって発表された。
各施設の閉館日
- MEGAWEB（トヨタのショールーム）：2021年12月31日[17][18]
- Zepp Tokyo（ライブハウス）：2022年1月1日[19]
- ヴィーナスフォート（商業施設）：2022年3月27日
- パレットタウン大観覧車：2022年8月31日
- 森ビル デジタルアート ミュージアム:エプソン チームラボボーダレス（デジタルアート美術館）：2022年8月31日

### 2025年にアリーナ・商業施設オープンへ
2020年（令和2年）3月末にトヨタグループの東和不動産（現：トヨタ不動産）が大型複合アリーナ（収容人数：10,000人規模）の建設計画を発表し、同年6月30日にはトヨタ自動車・東和不動産・森ビル・東京都の4者が協議を進め、2025年を目処にアリーナや商業施設などを開業すると日本経済新聞が報じた。
MEGAWEBの跡地部分における計画で、2023年（令和5年）7月の工事着工後、2025年（令和7年）6月頃にプロバスケットボールBリーグ・アルバルク東京のホームアリーナとしての機能をメインに各種イベントの開催も見込んだ多目的スポーツアリーナ「TOYOTA ARENA TOKYO」が竣工し、同年秋に開業する予定である。また、アリーナのほかに新たな商業施設も計画されている（計画名：青海ST区画プロジェクト (仮称)）。
一方でヴィーナスフォートの跡地部分では新たな賑わいを創出するための開発計画の検討が進められているが、決まっていなかった。そんな中、MEGAWEBの跡地部分の一部を活用した暫定利用施設としてサーキット「CITY CIRCUIT TOKYO BAY」が2023年11月23日に、ヴィーナスフォートの跡地部分の建物を活用した暫定利用施設として屋内型テーマパーク「イマーシブ・フォート東京」が2024年3月1日にそれぞれ開業した。これらは森ビルによる遊休施設の利活用として貸し出されたものであり、同社は今後の開発計画も引き続き検討している。

## ギャラリー
- パレットタウン（2008年7月撮影）
- パレットタウン大観覧車（2008年7月撮影）